# 3-as villamos (Budapest)

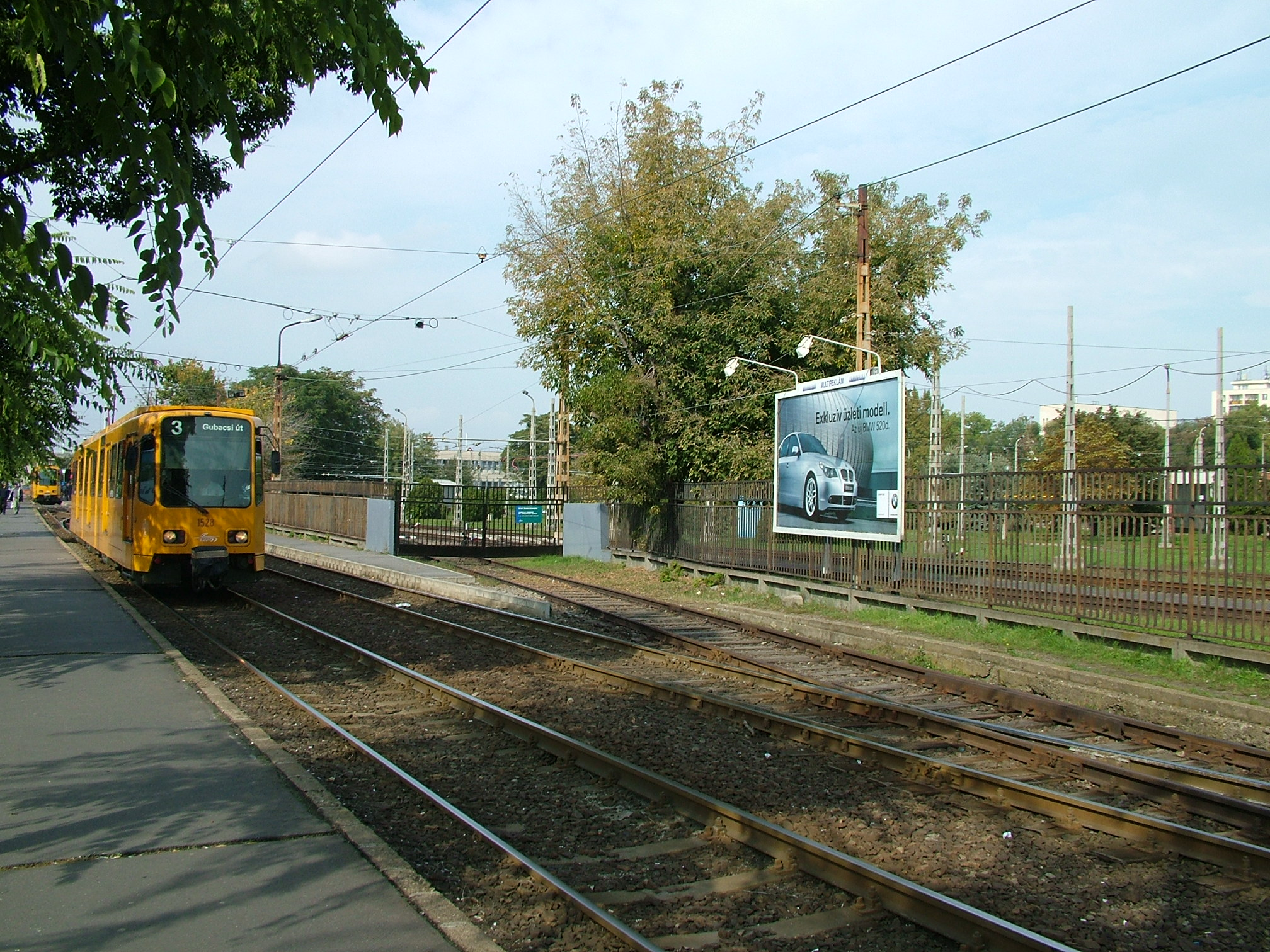
A 3-as villamos a Mexikói úton

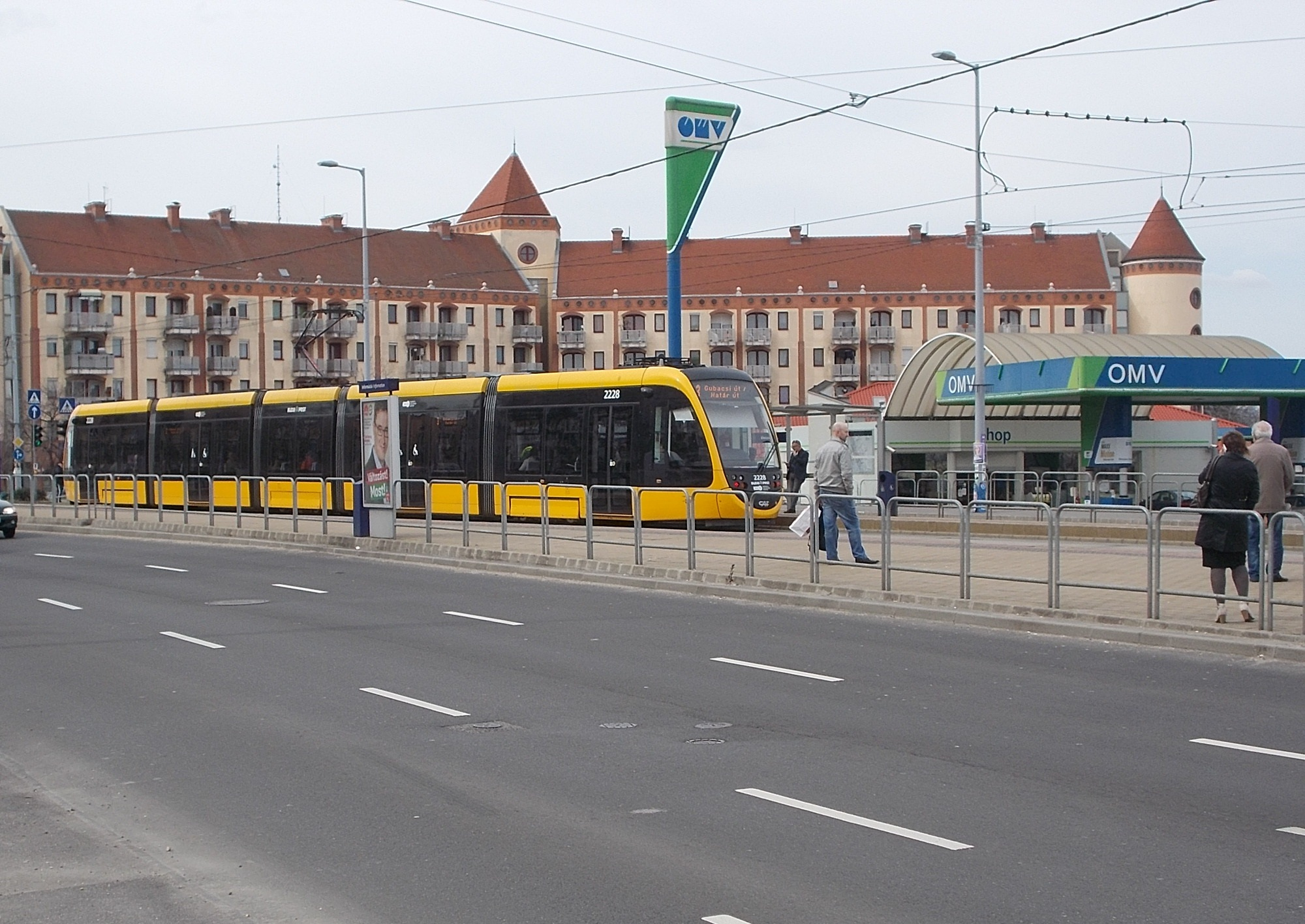
Egy CAF Urbos 3 az Élessaroknál

A budapesti 3-as jelzésű villamos a Mexikói út és a Gubacsi út / Határ út között közlekedik, Zuglón, Kőbányán és Ferencvároson át haladva. A viszonylatot a Budapesti Közlekedési Zrt. közlekedteti a Budapesti Közlekedési Központ megrendelésére.

## Története
Itt a jelenlegi 3-as villamos története található. Ha a Váci úti 3-as villamos története érdekel, lásd a megszűnt 3-as villamosnál.
2000 őszén az Örs vezér tere átépítése kapcsán lehetőség nyílt a zuglói és kőbányai vonalak összekötésére. Ennek előkészületeként a Nagy Lajos király útja – Erzsébet királyné útja sarkán beépített új elágazás lehetővé tette az ideiglenes 63-as viszonylat beindítását.
2001. október 3-án az Örs vezér tere elkészültekor a 13-as és a 63-as villamosvonal összevonásával létrejött a mai 3-as viszonylat.
2005. november 23-án a Köteles utca megállóhely kihasználatlanság miatt megszűnt.

### A 3-as villamos felújítása (2013–2014)
A BKK már 2011-ben napirendre vette a vonal felújítását.
2013. november 4-én kezdődtek meg a munkálatok a legkritikusabb szakaszon, a Kőrösi Csoma Sándor úton. Ettől a naptól kezdve a 3-as villamos megosztva, két szakaszon közlekedett: a Mexikói út és az Örs vezér tere (kőbányai oldal), illetve Kőbánya alsó vasútállomás (Mázsa tér) és a Gubacsi út között. A köztes szakaszon a 3–62V jelzésű pótlóbusszal lehetett utazni. A Kőrösi Csoma Sándor úton a villamosközlekedés szünetelt, ezért a 28-as villamos ideiglenesen csak Kőbánya alsó vasútállomásig járt, a 28A közlekedése szünetelt. A Maglódi úton a két járatot az ideiglenesen meghosszabbított 37-es (Izraelita temetőig) és 37A (Kozma utcáig) pótolta. A 62-es Rákospalota, MÁV-telep és az Örs vezér tere között járt, a 62A nem közlekedett.
2014. április 28-án megkezdődött a villamosmegállók átépítése az Örs vezér terén, ezért ezt megelőzőleg 26-án és 27-én a zuglói oldalon ideiglenes végállomást alakítottak ki a 3-as és 62-es villamosnak. Ezen a két napon a 3–62-es pótlóbusz ideiglenesen a Mexikói útig járt.
Május 10-étől a 37-es villamos ideiglenesen csak a Blaha Lujza tér és az Élessarok között közlekedett, mert az Élessaroknál a váltók cseréjét végezték. A 37A villamos közlekedése szünetelt. Az Új köztemető és Kőbánya alsó vasútállomás között a 28–37V pótlóbusz közlekedett a következő ütemváltásig, július 6-áig.
Június 4-én a munkálatok a Mázsa tér és az Ecseri út között folytatódtak: a 3-as villamos délen csak az Ecseri út és a Gubacsi út között járt, a 3–62-es pótlóbusz útvonala az Ecseri útig hosszabbodott. Az északi szakaszon nem történt változás.
Június 28-án a Nagy Lajos király útján folytatódott az átépítés: a 3-as csak a déli szakaszon, az Ecseri út és a Gubacsi út között járt, az északi szakaszon nem közlekedett. A 3–62-es pótlóbusz útvonala a Mexikói útig hosszabbodott. Június 28. és 30. között a 69-es a Bosnyák tér és Újpalota között közlekedett. Június 30-ától július 6-ig a 62-es Rákospalota felé a Bosnyák térről, majd 7-én üzemkezdettől a Mexikói úti végállomásról indult.
Augusztus 14-étől a Mexikói út és a Nagy Lajos király útja–Erzsébet királyné útja kereszteződése között folytatódtak a munkálatok. A 62-es villamos közlekedése szünetelt, a 69-es ideiglenesen a Bosnyák térről indult. A 3–62-es pótlóbusz az Erzsébet királyné útja egyirányúsítása miatt az Ecseri út felé az Amerikai út – Kacsóh Pongrác út – Kassai tér útvonalon közlekedett.
Augusztus 31-én átadták a forgalomnak a Bihari utcai, a Nagy Lajos király úti és a Kőrösi Csoma Sándor úti pályaszakaszt. Visszaállt az eredeti forgalmi rend a 28-as, a 37-es, a 37A, a 62-es és a 62A villamos vonalán, a 28A a 28-asba beleolvadt. A munkálatokkal együtt megszűnt a Bihari utcai egyvágányú szakasz és a Gubacsi út irányú Kőbánya alsó vasútállomás (Mázsa tér) megállóhely is. A munkálatok folytatódtak a Mexikói út és a Nagy Lajos király útja–Erzsébet királyné útja kereszteződése között, illetve megkezdődött a felújítás a ferencvárosi szakaszon is: a 3-as villamos az Ecseri út és Újpalota, Nyírpalota utca között közlekedett, a 69-es villamos közlekedése szünetelt. Az északi szakaszon a 3–69-es villamospótló közlekedett a Mexikói út és Rákospalota, MÁV-telep között, délen pedig a 3-as pótlóbusz a Gubacsi út és az Ecseri út között.
Október 4-én megkezdődtek a munkálatok a Határ úti szakaszon is: az 51-es villamos rövidített útvonalon, a Mester utca (Ferenc körút) és a Gubacsi út között járt, az 52-es villamos nem közlekedett. A Határ út és Pesterzsébet, Pacsirtatelep között 51–52-es jelzéssel pótlóbusz indult, mely a Gubacsi úti végállomáshoz mindkét irányban betért.
Október 18-án a zuglói szakasz átépítése miatt változott meg a forgalmi rend: a 3-as villamos az Ecseri út és a Bosnyák tér között közlekedett, a kimaradó szakaszokon (Gubacsi út – Ecseri út, Bosnyák tér – Mexikói út) a 3-as jelzésű pótlóbusz közlekedett. A 62-es és 62A villamos szintén a Bosnyák tértől közlekedett Kőbánya felé, a MÁV-telepig a 62-es pótlóbusz járt. A 69-es villamos közlekedése szünetelt, helyette teljes vonalon pótlóbusz közlekedett 69-es jelzéssel. Az építkezések miatt az 5-ös és a 973-as busz Rákospalota, illetve Újpalota felé ideiglenesen a Mexikói út – Horvát Boldizsár utca – Amerikai út – Kacsóh Pongrác út – Kassai tér – Nagy Lajos király útja – Ungvár utca – Rákospatak utca – Erzsébet királyné útja útvonalon közlekedett.
Október 31-étől a Határ úti szakaszon folytatódott az átépítés: a 3-as villamos az Ecseri út helyett a Határ útig közlekedett, az 51–52-es pótlóbusz a 3–52-es jelzést kapta. November 1-jétől az 51-es villamos csak a Koppány utca és a Mester utca (Ferenc körút) között járt, a Nagysándor József utca és a Közvágóhíd között 51-es jelzéssel pótlóbuszt indítottak.
November 10-én a teljes zuglói szakaszon megindult a közlekedés: a 3-as ismét a Mexikói útig közlekedik, a 62-es, 62A és 69-es villamos újra az eredeti forgalmi rend szerint közlekedik.
November 30-ától a 3-as, 51-es és 52-es villamos ismét teljes vonalon közlekedik, befejeződött a Határ úti szakasz átépítése. A 3–52-es és az 51-es pótlóbusz megszűnt.
A felújítás alatt az összes megállóhelyi peron 26 cm magasságú lett, a Kőrösi Csoma Sándor úton 1820 méter hosszan füves vágányt építettek ki automatikus öntözőrendszerrel és új visszafogási lehetőséget alakítottak ki a Kápolna utcai vágány részleges visszaépítésével. Teljesen fedett lett a Mexikói úti végállomás, részlegesen fedett a zuglói Örs vezér tere megálló, illetve a kőbányai a Szent László tér és Kőbánya alsó vasútállomás megállóhely. A többi megállóban utasvárókat alakítottak ki. A munkálatok alatt a teljes vonalon vágánycsere történt, ezzel megszüntetve a helyenkénti 10–30 km per órás sebességkorlátozásokat. Elbontották a 67-es villamos egykori vágányait a Mexikói út és az Erzsébet királyné útja kereszteződésében is, illetve a Bihari utcai egyvágányú vonalrész kétvágányúvá épült át. A vonalon minden kitérőt automatikusan fűtött váltóval láttak el. A vonal mentén öt korszerű áramátalakító állomás, 18 kilométernyi felsővezeték-hálózat és 110 kilométernyi új áramellátói vezetékrendszer biztosítja a villamosközlekedést. Ezzel csökkent az energiafelhasználás, illetve a hálózat lehetővé teszi a fékező villamosok energiájának visszatáplálását az elektromos rendszerbe.

## Járművek
2001-ig a 13-as és a 63-as villamosok vonalán UV szerelvények közlekedtek; UV motorkocsi + pótkocsi + UV motorkocsi összeállításban. 
A hannoveri villamosok vásárlása után először a zuglói járatokon jelentek meg a csuklós TW 6000-esek, így a 3-as vonalán is. A 2013. évi villamostender alapján azonban 2015-ben új, alacsony padlós CAF Urbos 3 villamosok érkeztek Budapestre, melyek egy része ezen a viszonylaton közlekedik. A közlekedési eszközök gyártója a spanyolországi baszk Construcciones y Auxiliar de Ferrocarriles vállalat.

## Fejlesztések
A vonalat tervezik meghosszabbítani, egyrészt a Török Flóris utca – Topánka utca – Gubacsi híd útvonalon Csepelre, másrészt Angyalföldön, ahol végül az 1-es villamos vonalához kapcsolódva érné el az Árpád hidat, ahonnan tovább vezethető lehetne Óbudára.
2015. szeptember 17-én forgalomba állt a vonalon az első kettő baszk villamos. November 14–20. között az 56 méter hosszú, 2101-es szerelvény balesete után, amit előzetes vizsgálatok szerint fékhiba is okozhatott, ideiglenesen kivonták őket a forgalomból.

## Útvonala
| Gubacsi út / Határ út felé |
| Mexikói út M vá. – Mexikói út – Erzsébet királyné útja – Nagy Lajos király útja – Örs vezér tere – Fehér út – Élessarok – Kőrösi Csoma Sándor út – Liget tér – Mázsa tér – Bihari utca – Ceglédi út – Ecseri út – Epreserdő utca – Illatos út – Határ út – Gubacsi út / Határ út vá. |
| Mexikói út felé |
| Gubacsi út / Határ út vá. – Határ út – Illatos út – Epreserdő utca – Ecseri út – Ceglédi út – Bihari utca – Mázsa tér – Liget tér – Kőrösi Csoma Sándor út – Élessarok – Fehér út – Örs vezér tere – Nagy Lajos király útja – Erzsébet királyné útja – Mexikói út – Mexikói út M vá. |

## Megállóhelyei
A 3-as villamos vonalán akadálymentes járművek is közlekednek, a megállóhelyek mindegyike akadálymentesen megközelíthető.
| 0  | Mexikói út M végállomás               | 51 | 1, 1A, 69 74, 81, 82 25, 32, 225 | Metróállomás, Autóbusz-állomás                                                                                |
| 1  | Erzsébet királyné útja, aluljáró      | 50 | 1, 1A, 69 70, 82 5 | |
| 2  | Laky Adolf utca                       | 48 | 69 82 5 | |
| 4  | Nagy Lajos király útja / Czobor utca  | ∫  | 62, 62A, 69 82, 82A 5, 32 | |
| 6  | Nagy Lajos király útja / Czobor utca  | 46 | 62, 62A, 69 82, 82A 5, 32 | |
| 7  | Kerékgyártó utca                      | 44 | 62, 62A 32 | |
| 9  | Bosnyák tér                           | 42 | 62, 62A 7, 7E, 8E, 32, 108E, 110, 112, 124, 125, 133E, 277 | Páduai Szent Antal-plébániatemplom, Evangélikus Hittudományi Egyetem, Piac, Autóbusz-állomás, Zugló kocsiszín |
| 11 | Szugló utca / Nagy Lajos király útja  | 40 | 62, 62A 82, 82A 32 | |
| 13 | Egressy tér                           | 38 | 62, 62A 77 32 | BMSZC Egressy Gábor Két Tanítási Nyelvű Technikum                                                             |
| 14 | Jeszenák János utca                   | 36 | 62, 62A 32 | |
| 15 | Pongrátz Gergely tér                  | 35 | 62, 62A 80 32, 130 | |
| 17 | Tihamér utca                          | 34 | 62, 62A 32 | METU Művészeti és Kommunikációs kar                                                                           |
| 20 | Örs vezér tere M+H (zuglói oldal)     | 32 | 62, 62A 80, 81, 82, 82A 31, 32, 44, 45, 131, 144, 174, 231, 244 419                                                                                           | Metróállomás, HÉV-állomás, Sugár üzletközpont, IKEA áruház                                                    |
| 22 | Örs vezér tere M+H (kőbányai oldal)   | 31 | 62, 62A 10, 32, 67, 85, 85E, 97E, 161, 161A, 161E, 168E, 169E, 176E, 276E, 277 410, 430, 440, 441, 484, 485, 486, 505, 510 1040, 1049, 1070, 1075, 1077, 1078 | Metróállomás, Autóbusz-állomás, Árkád                                                                         |
| 23 | Fehér úti ipari park                  | 29 | 62, 62A | Fehér úti ipari park, Keleti István Alapfokú Művészeti Iskola és Művészeti Szakgimnázium                      |
| 25 | Terebesi utca                         | 27 | 62, 62A 85, 161, 161A | |
| 28 | Élessarok                             | 25 | 28, 28A, 37, 37A, 62, 62A 85, 161, 161A, 162, 168E, 262 | |
| 29 | Ónodi utca                            | 23 | 28, 28A, 62, 62A 162, 185, 262 | Szent László Gimnázium                                                                                        |
| 30 | Szent László tér                      | 22 | 28, 28A, 62, 62A 9, 162, 185, 217, 262 | X. kerületi Polgármesteri Hivatal, Szent László-templom                                                       |
| 32 | Kőbánya alsó vasútállomás             | 21 | 28, 28A, 62, 62A 9, 95, 117, 151, 162, 185, 195, 217, 217E, 262 73 S21 S50 G50 Z50                                                                            | Kőbánya alsó                                                                                                  |
| ∫  | Kőbánya alsó vasútállomás (Mázsa tér) | 19 | 62A | |
| 34 | Kocsis Sándor Sportközpont            | 17 | | Kocsis Sándor Sportközpont                                                                                    |
| 36 | Fertő utca / Bihari utca              | 15 | 99 | |
| 37 | Balkán utca                           | 14 | | |
| 39 | Ecseri út M                           | 12 | 181, 254E, 281 | Metróállomás, Szent Kereszt-templom, Postás Hotel, ELTE Bárczi Gusztáv Gyógypedagógiai Kar                    |
| 40 | Közterületfenntartó Zrt.              | 10 | 181, 281 | BKSZC Gundel Károly Vendéglátó és Turisztikai Technikum                                                       |
| 41 | Csengettyű utca                       | 9  | | A Tan Kapuja Buddhista Főiskola                                                                               |
| 42 | Epreserdő utca                        | 8  | | |
| 45 | Nagykőrösi út / Határ út              | 6  | 52 54, 55, 66, 66B, 66E, 84E, 89E, 94E, 123, 123A, 148, 254E, 255E, 294E                                                                                      | |
| 47 | Mártírok útja / Határ út              | 4  | 52 66, 66B, 123, 123A, 148 | |
| 48 | Jókai Mór utca / Határ út             | 3  | 2B, 51, 52 | |
| 49 | Ősz utca                              | 2  | 2B, 51, 52 | |
| 51 | Gubacsi út / Határ út végállomás      | 0  | 2B, 51 66, 66B, 119, 166, 223E | Lidl áruház                                                                                                   |